# محمية بوني الوطنية
محمية بوني الوطنية هي محمية وطنية للحفاظ على البيئة وتقع في محافظة غاريسا في كينيا. تغطي المحمية مساحة تبلغ 1,339 كيلومتر مربع (517 ميل مربع)، وتديرها هيئة الحياة البرية الكينية. أُعلن عن المحمية في عام 1976 كملاذ خلال موسم الجفاف للفيلة في منطقتي إجارا ولامو في كينيا، بالإضافة إلى أجزاء من الصومال. وقد تراجعت أعداد الفيلة بشكل كبير بسبب الصيد الجائر.
في 28 ديسمبر 2010، أدرجت وزارة الخارجية الأمريكية، من خلال مكتب الشؤون القنصلية، محمية بوني الوطنية ضمن قائمة المناطق في كينيا التي يُنصح المسافرون الأمريكيون بتجنبها بسبب الإرهاب والجريمة العنيفة.

## الحياة البرية
تشمل الحيوانات آكلة الأعشاب الشائعة في المنطقة فرس النهر، وخنزير الآجام، وخنزير ثؤلولي، والجاموس الإفريقي، والديكر، والتابي، وظبي الماء. أما الحيوانات آكلة اللحوم الشائعة في المحمية فتشمل الكلب البري الإفريقي المهدد بالانقراض والعسبار. وعلى الرغم من ندرتها الشديدة، توجد أيضًا أفيال إفريقية في المحمية.